# De la Pirotechnia
De la pirotechnia е считана за първата публикувана в Европа книга за металургията. Неин автор е италианският металург и архитект Ваночо Бирингучо (1480 – 1537). Книгата е публикувана след смъртта му през 1540 г.
Една от основните теми, разглеждани в произведението се фокусира върху „неблагочестието и високомерието на алхимиците в техния опит да надминат природата.“ Според него преобразуването на металите не е работа на обикновения човек, а е задача на самия Бог:
„Тези, които знаят как да извършват това действие (преобразуването на метали) няма да бъдат наречени хора, а богове, заради превъзходството им над неутолимата жажда за сребролюбие в този свят и необикновеното превъзходство на тяхното познание би надминало силата на Природата (тя, която е майка и служител на цялото сътворение, дъщеря на Бог и душата на света) или те трябва да използват методи, които тя вероятно не притежава, или, ако ги има, не ги употребява до такива крайности.“